# 風と落ち葉の季節に
『風と落ち葉の季節に』（かぜとおちばのきせつに）は、河口恭吾の3rdアルバム。2005年9月21日にワーナーミュージック・ジャパンから発売。

## 収録曲
1. 風と落ち葉の季節に
ABCラジオ『ぼんくら・日暮らし』主題歌
2. 冷たい夜
3. 君の心は...
4. 紅茶月夜 (Album Version)
5. 私のすべて
6. タイムマシーン
7. 夢の真ん中
8. 12.
9. 君よ、もう一度笑ってくれ
10. 安良波の恋人
11. 君を見つめている
12. 会いにゆくよ